# ترور سزار
ترور سزار یک نقاشی از هاینریش فوگر است که ترور ژولیوس سزار را به تصویر می‌کشد.

## شرح
شخصیت اصلی اثر ژولیوس سزار است که قرار است توسط دوستش بروتوس چاقو بخورد.